# Kloboučnictví v Novém Jičíně
Rozvoj kloboučnictví v Novém Jičíně lze datovat již do sklonku 16. století, kloboučnický cech byl však ve městě založen až v první polovině století následujícího, kdy 7. května 1630 městská rada potvrdila cechovní artikuly kloboučnického řemesla. Největší věhlas novojičínského kloboučnictví je spojen s příchodem rodiny Hückelů v 18. století.

## Hückelova továrna na klobouky
Rodina Hückelových pocházela z bavorského Würzburgu. V roce 1638 se usadila v nedalekém Fulneku a po celých sto šedesát let zde provozovala kloboučnické řemeslo. Roku 1799 se Johann Nepomuk Hückel přestěhoval do Nového Jičína, kde byl přijat do kloboučnického cechu a otevřel si zde svou první dílnu. Z Fulneku do Nového Jičína se přestěhoval také jeho bratr Augustin Hückel, každý z nich však provozoval kloboučnické řemeslo samostatně. V roce 1835 získal Johann Hückel, Augustinuv syn, právo mistrovské, a téhož roku převzal i dílo po svém strýci Johannu Nepomuku Hückelovi. Po otcově smrti v roce 1848 sloučil Johann Hückel obě dílny. Postupně opouštěl starý způsob výroby klobouků a prozíravě vyslal své tři syny do světa na zkušenou. Po jejich slavném návratu roku 1865 zavedl Johann Hückel právě na popud svých synů mechanickou výrobu, a jako první v celém tehdejším Rakousku instaloval do výroby klobouků parní stroj. Poptávka stoupla tak rychle, že malá továrna nestačila potřebné množství vyrábět, proto bylo v roce 1867 rozhodnuto zakoupit pozemky na jižní straně města a vystavět zde moderní kloboučnickou dílnu.
Dne 1. ledna 1868 byla založena veřejná obchodní společnost J. Hückel′s Söhne. Jejími společníky se stávají August a Johann Hückelovi. Protože továrna navazovala na starou řemeslnou tradici, produkovala velmi kvalitní výrobky, které snadno získaly v době trvání války mezi Francií a Německem (1870–1871) nejen evropská, ale především zámořská odbytiště francouzských a německých konkurentů. Roku 1875 k dosavadním majitelům Augustovi a Johannovi přistupuje jako společník také jejich nejmladší bratr Carl. Vynikající kvalita a rozsáhlá produkce značky Hückel byla oceněna na mnoha světových výstavách.
Vzestup firmy Hückel omezila až první světová válka, kdy umírají všichni tři senior-šéfové, v roce 1917 bratři August a Johann, v roce 1919 nejmladší Carl.
Po podpisu Mnichovské dohody roku 1938 město Nový Jičín spadlo do oblasti Sudet, bylo tedy připojeno k německé Třetí říši. V průběhu druhé světové války byla firma postupně převáděna na zbrojní výrobu a pro účely zaměstnanců zde jako první v Novém Jičíně vznikla závodní kuchyně. V roce 1941 Hückelové koupili od státu novojičínskou Böhmovu továrnu. Koncem války většina rodiny Hückelových odcestovala do Německa a Rakouska a 6. května 1945 převzal správu firmy komisař Otto Grossmann. Následným znárodněním a sloučením několika kloboučnických továren v Novém Jičíně, jenž se opět nacházel na území Československé republiky, v roce 1945 vznikla firma TONAK, národní podnik, po roce 1989 akciová společnost, která úspěšně rozvíjí kloboučnickou tradici města Nového Jičína.

## Továrna na klobouky A. Peschel
Vedle proslavené firmy Hückel vzniká ve druhé polovině 19. století na hranicích Nového Jičína a Šenova další kloboučnická továrna, kterou proslavil v letech 1870–1871 Anton Peschel. Roku 1873 se již stává celý podnik veřejnou společností zapsanou pod jménem Peschel & Comp. Kromě Antona Peschela byl druhým společníkem Jan Popp, po jehož smrti nesla firma výhradně jméno Peschel. V roce 1885 umírá zakladatel firmy Anton Peschel a majitelkou celé továrny se stává jeho choť Luisa Peschel. Úspěšnou podnikatelskou činností se jí podařilo dosáhnout vynikajících úspěchů, a to hlavně na evropských trzích, a její vzestupný trend pokračoval až do začátku druhé světové války. Po válce skončila výroba i v této kloboučnické továrně. Národní správa a následné znárodnění celého provozu znamenaly přetržení dalšího vývoje.

## Továrna na klobouky Bratři Böhmové
Vzestup výroby klobouků v Novém Jičíně využili na sklonku 19. století bratři Schlesingerové, kteří postavili v Novém Jičíně novou továrnu na výrobu klobouků. Proti budově továrny byl novojičínským občanem Kolbem za účasti Victora Böhma postaven objekt, kde se realizovaly Böhmovy vynálezy při výrobě kloboučnických strojů. Firma se nazývala Globus, a stroje navrhované a vyráběné podle Victora Böhma měly světovou pověst. Victor Böhm se domluvil s Moritzem Schlesingerem, a podle smlouvy ze dne 17. července 1912 ustavili společnost Böhm-Schlesinger, vyrábějící klobouky a kloboukové šišáky. Nedostatečné prostory k vytvoření společného díla vyústily ještě téhož roku ve výstavbu nové moderní továrny s nejmodernějším strojovým parkem. Protože mezi společníky docházelo často k nedorozuměním ve věci patentů a kapitálu, došlo v roce 1916 vystoupením Schlesingera z firmy k jejímu zániku a novému zřízení pod názvem Bratři Böhmové.
Vlněné klobouky z Böhmových továren neměly v té době konkurenci, zboží se vyváželo téměř do všech států světa. Hlavním odbytištěm byla celá Evropa, především Anglie a Francie. Po záboru Nového Jičína v říjnu 1938 byla továrna jako židovský majetek konfiskována, zatímco majitelům firmy se podařilo včas odcestovat do USA.
Kupní smlouvou z roku 1941 připadla celá továrna firmě Hückel. Továrna ve vlastnictví této firmy byla nakonec v roce 1945 znárodněna a včleněna do národního podniku TONAK.

## Muzeum klobouků v Novém Jičíně
Po generální rekonstrukci jihovýchodního křídla zámku v Novém Jičíně byla dne 8. prosince roku 2000 slavnostně otevřena výjimečná nově instalovaná expozice klobouků a pokrývek hlavy pod názvem „Nechte na hlavě“. Expozice prezentuje rozsáhlý soubor na 600 klobouků, čepic, čepců, přileb a dalších pokrývek hlavy, které se nosily od počátku 19. století do současnosti.